# Малороссийский гербовник
«Малороссийский гербовник» издан в Санкт-Петербурге в 1914 г. Его авторы: историк, геральдист и генеалог Владислав Крескентьевич Лукомский, управляющий Гербовым отделением Департамента герольдии Сената в 1915—1917 гг., и историк, археограф, архивист и генеалог Вадим Львович Модзалевский (1882—1921), управляющий делами Черниговской Губернской архивной комиссии и заведующим Черниговским музеем украинских древностей им. В. В. Тарновского.
В Гербовник вошли гербы: потомков старшины, старинной «шляхты» (слившейся затем со старшиной и казачеством) и выходцев иностранных, потомство коих дало лиц, носивших старинные старшинские уряды и чины (до 1782 г.). Кроме того, в Гербовник включены высочайше утверждённые гербы и фамилии, которые пользовались гербами оригинальной композиции.

## Список родов, включенных в гербовник
| Перечень родов по алфавиту:                           |
| А Б В Г Д Е Ж З И К Л М Н О П Р С Т У Ф Х Ц Ч Ш Щ Ю Я |

### А
- Авсеенки (герб Любич)
- Адамовичи (Лелива изм.)
- Александровичи (см.)
- Алферовы (см.)
- Андриевские (Прус I)
- Андрушевские (см.)
- Антоновичи-Аверковы (Янина)
- Антоновичи-Страховские (см.)
- Апостолы (см.)
- Армашевские (см.)
- Афендики (см.)

### Б
- Багилы (Елита)
- Базилевские (см.)
- Бакаи (см.)
- Бакуринские (см.)
- Барановские (см.)
- Бартоши (Задора)
- Басаковы (Годземба)
- Басовичи (Прус I)
- Батуринцы (см.)
- Батурские (см.)
- Безбородки, князья, графы и дворяне (см.)
- Безпаловы (Безпалые) (Заглоба изм., Dubowik)
- Белозерские (см.)
- Белоцерковские: в золотом поле сердце, пронзенное опрокинутой шпагой и стрелой в андреевский крест; нашлемник: вооруженная мечом рука (Пржияцель изм.)
- Бетулинские (см.)
- Билевичи: щит рассечен; в 1, голубом, поле серебряная перевязь справа, обремененная тремя березовыми листами; во 2, красном, вооруженный мечом лев на холме; нашлемник: три страусовых пера
- Блажевичи (Сас)
- Блохины (Огоньчик)
- Бобровские (Ястржембец, см.)
- Бобруйки (Ястржембец)
- Богаевские (Остоя изм., ОГ 10-11; Андро-де-Бюи)
- Богдановичи (см.)
- Богдановские (Лада)
- Богинские (Слеповрон)
- Богомольцы: в красном поле две серебряные стрелы в ряд, из них правая опрокинутая; Нашлемник: павлин между двух Стрел (Богория изм.); Помян
- Богун (Ястржембец)
- Богуши (Пулкозиц)
- Бондаревские (Сас)
- Бонч-Бруевич (Боньча)
- Боровиковы (Огоньчик)
- Боровские (Гоздава; Огоньчик)
- Бороздны (см.)
- Бороховичи (Боруховичи) (Шелига изм., см. Трусевичи)
- Борсуки (Борсуковы) (Долэнга)
- Борсуки: щит четверочастный: в 1 поле кавалерский крест, сопровождаемый четырьмя звёздами; во 2 — сабля и корона в андреевский крест; в 3 — стрела и опрокинутое копье в андреевский крест; в 4 — лев
- Брежинские (Долива)
- Брешко-Брешковские (Старыконь)
- Брилевич (Сас)
- Брюховецкие (см.)
- Бублики: в красном поле золотой лук, натянутый такой же стрелой и сопровождаемый внизу подобной повёрнутой стрелой.
- Бугаевские (Богаевские) (см.)
- Бугославские (Ястржембец)
- Будлянские: щит четверочастный; в 1 и 4. красных полях три золотых стрелы в ряд, средняя опрокинутая; во 2 и 3, голубых, серебряный меч; нашлемник: три страусовых пера; Щитодержатель слева: гриф; Девиз: «amor patriae dulcis»
- Булавко (Шелига)
- Булашевичи (см.)
- Бутовичи (см.)
- Буяльские (см.)
- Бывалькевичи (Долэнга)
- Быковские (Гриф, Радван)

### В
- Валькевичи (Валкевичи) (см.)
- Василенки (Пелня)
- Василенки-Бледные (Янина)
- Васютинские, Васютинские-Подобедовы (Корчак)
- Велентеи (см.)
- Велинские (см.)
- Величковские (см.)
- Вербицкие (Нечуя)
- Вербицкие-Антиох (Лук изм.)
- Виридарские (см.)
- Вислогурские (Наленч)
- Вишневские (Рамульт)
- Вовкушевские: в голубом поле копье и меч в андреевский крест, сопровождаемые сверху золотой звездой и снизу золотым полумесяцем
- Войцеховичи (см.)
- Ворожбеты, Ворожбиты (Слеповрон)
- Воронченки (см.)
- Вронские (см.)
- Вуяхевичи (Корчак)
- Выговские (см.)
- Высоцкие (см.)
- Вязовики: в серебряном поле красный укороченный пояс, обремененный пальмовой ветвью; нашлемник: вооруженная мечом рука

### Г
- Гавришевы (Лещиц)
- Гаевые: в красном поле золотой опрокинутый меч, сопровождаемый слева золотою звездою; нашлемник: три страусовые пера
- Гайдовские-Потаповичи (см.)
- Галаган (см.)
- Галенковские (см.)
- Галецкие (Лук изм.)
- Галузевские: в щите, рассечённом красным и голубым, три лилии из одного корня; нашлемник: пять страусовых перьев
- Гамалеи (см.)
- Ганжа: в красном поле белый столб с птицею влево, в грудь которой вонзается стрела, сопровождаемый с боков двумя золотыми звёздами и снизу подковою с золотою звездою внутри неё, сопровождаемою по краям щита двумя опрокинутыми стрелами, из них правая с золотою звездою внизу
- Гаркушевские (Горкушевские) (см.)
- Гатцуки (Пеликан)
- Гетуны (см. Полуботки)
- Глебовы (см.)
- Голембатовские (Правдзиц)
- Голубы, Голубовы-Кручи: раздвоенный кверху и завитой крест (Юньчик опрокинутый?)
- Голяки: в голубом поле ключ, висящей вниз отверстием, и сверху вместо рукоятного кольца пробитое насквозь стрелой и саблею сердце, острыми концами стрела к верху, а сабля вниз, и особо того голое дерево; герб обведен раковинами зелёного цвета
- Гомолицкие (Тэнпа Подкова изм.)
- Гончаревские (см. Полуботки)
- Гордеенки (Лебедь)
- Горленки (см.)
- Горовые (Абданк)
- Грановские (Лелива)
- Граховские (Любич)
- Грембецкие (см.)
- Грибовские (см.)
- Гриневичи (Пржияцель)
- Гриценко, Гриценки-Болдаковские (Грабе)
- Гришановы: в красном поле меч, сопровождаемый справа повёрнутым серебряным полумесяцем и слева серебряной звездой
- Губчицы (Налевка; см.)
- Гудим-Левковичи (см.)
- Гудим-Месенцовы: в красном поле церковный (разноцветно-эмалевый] крест, сопровождаемый снизу полукольцом-змеёй; нашлемник: страусовые перья, пронзенные увенчанным звездою копьем и двумя мечами в андреевский крест
- Гудовичи, графы и дворяне (см.)
- Гулаки (Лук)

### Д
- Давидовские[1] (Ястржембец)
- Даниловичи (Сас)
- Данченки (см. Полуботки)
- Дараганы (см.)
- Даровские (Остоя)
- Дащенки (Лелива)
- Дворецкие (см.)
- Дедевичи (Долэнга; Гоздава)
- Деленч-Ленчовские (Стржеме)
- Демешки (Лук изм.)
- Демчинские (Пулкозиц)
- Дергуны (Равич)
- Джунковские (см.)
- Джуры (см.)
- Дзюрковские (Помян)
- Дияковские (Любич изм.)
- Дмитрашки-Райчи (Сас)
- Добронизские (Холева)
- Добрянские (см.)
- Довголевские (см.)
- Долинские (см.)
- Грживы-Домбровские (Домброва)
- Домонтовичи (см.)
- Дорошенки (см.)
- Драгомировы (см.)
- Дубины (Држевица)
- Дублянские (см.)
- Дубницкие (Заглоба изм.)
- Дубовики (Заглоба изм.)
- Дубровы (Домброва)
- Дунины-Борковские (см.)

### Е
- Еньки, Еньки-Даровские (Наленч)
- Ерохины-Мазепы (Курч)
- Еремеевы (см.)
- Есикорские: в красном поле вооруженная мечом рука, выходящая из опрокинутой подковы и сопровождаемая справа серебряным копьём; нашлемник: три страусовых пера
- Есимонтовские (см.)

### Ж
- Жадкевичи (Ястржембец)
- Жаворонковы: в голубом поле опрокинутый лук со стрелою, увенчанной жёлтой птицей и сопровождаемой золотыми: справа кавалерским крестом, а слева звездою; нашлемник: три страуссовых пера
- Жданович (Помян)
- Жебровские (Ясенчик)
- Железки (Езержа)
- Жилы (Сухекомнаты)
- Жлобы-Погорельские, Бублики-Погорельские (Косцеша)
- Жоравки, Покорские-Жоравки, Покорские (Покора изм.)
- Жуковские (см.)
- Жуковы (см.)
- Жураковские (см.)
- Жураковские-Корецкие (Сас изм.)
- Журманы (Шелига)

### З
- Забелло (см.)
- Заблоцкие-Десятовские (Бялыня)
- Завадовские, графы и дворяне (см.)
- Закоморные (Гриф)
- Занкевичи: в белом (голубом) поле серебряная, перекрещенная в середине и на конце стрела, сопровождаемая снизу золотым полумесяцем; нашлемник: три страусовых пера (Секерж доп.)
- Занковские (Заньковские) (см.)
- Зарецкие-Зеньковичи (Зенович)
- Заровские (Холева)
- Зарудные (см.)
- Затыркевичи (Пржияцель изм.)
- Зеленские (см.)
- Зиневичи (Зенович)
- Златковские (Топор)
- Значко-Яворские (см.)
- Зражевские (см.)
- Зубы (Правдзиц)

### И
- Иваненки (см.)
- Иванины (Янина)
- Иваницкие-Василенки (см.)
- Измаильские: в щите, разделенном диагонально на три части с верхних углов к середине и третьей перпендикулярно к подошве в правом голубом поле рука в латах, и на руке видна рана, полученная в сражении при взяли г. Измаила, в левой части, в красном поле, крепость с башней, на поверхности которой луна, и в верхнем, золотом поле, два черных орлиных крыла с серебряной на каждом из них звездою. Щит увенчан дворянскими шлемом и короною со страусовыми перьями.
- Ильенки (Ильговский)
- Ильяшенки (Шелига доп., см.)
- Имшенецкие (Шренява; Мсцишевский)
- Исаевичи (см.)
- Искрицкие (см.)

### К
- Казановичи (см.)
- Казанские (см.)
- Калиновские (см.)
- Калинские (см.)
- Каменецкие (Каменецкие-Скачковские): в красном поле золотые кавалерский крест, звезда и полумесяц в столб
- Кандибы (Кандыба) (см.)
- Каневецкие (Наленч)
- Каниевские (Наленч)
- Капнисты, графы и дворяне (см.)
- Карновичи (см.)
- Карпеко (см.)
- Карпенки-Логвиновы (Карп)
- Карпинские (Кораб)
- Карташевские (см.)
- Катериничи: рука, выходящая слева из облака, опрокинутая и вооруженная мечом, сопровождаемым слева сердцем
- Катричи (Грабе)
- Кафтановские (см.)
- Кибальчичи (Роля)
- Кизимовские (Домброва)
- Кирьяковы: в зелёном поле три золотых оленьих головы, 1 и 2, сопровождаемых снизу красным треугольником
- Кисели, Кисели-Загорянские (см.)
- Клименко (Лодзя и Пилява)
- Климович (Юноша, Теребеш изм.)
- Книшевы: в красном поле сердце, пронзенное копьем, с прапорцем, стрелою, опрокинутою наискось справа, и мечом слева
- Ковалевские (см.)
- Кованьки (см.)
- Ковтуновичи: в голубом поле три опрокинутых меча, водруженных на золотом полумесяце из них средний сопровождаемый вверху золотой звездой
- Козачинские (Вонж)
- Козловичи-Федки (Огоньчик)
- Козловские (см.)
- Колодкевичи: щит пересечен, в 1, голубом поле, выходящая влево рука, держащая весы, во 2, золотом, выходящая вооруженная мечом рука; нашлемник: павлиний хвост
- Комаровские (см.)
- Комовские (см.)
- Компанцы (Несобя)
- Кониские (см.)
- Константиновичи (дворянский род) (Лис)
- Кордюковы-Мищенские (Колонна)
- Коржинские (Стремя)
- Корицкие (см.)
- Корнеенки: в голубом поле золотая лучистая звезда, обремененная стрелою
- Коробко (см.)
- Коровки-Вольские: крест, водруженный на полумесяц и обремененный на рогах двумя звездами (Шелига изм.)
- Коропчевские (Остоя)
- Короткевичи (Радван)
- Корчак-Котовичи: в красном поле коронованный пес, возникающий из чаши, сопровождаемой снизу тремя серебряными полосами (Корчак изм.)
- Косачи: щит рассечен; в 1, голубом, поле серебряный бунчук, во 2, золотом, три серебряных бруска в столб
- Косинские (см.)
- Костенецкие (см.)
- Косяровские (см.)
- Кочубеи, князья, графы и дворяне (см.)
- Кошубы (Пулкозиц)
- Красницкие (см.)
- Красножены (см.)
- Красовские (см.)
- Кривицкие-Тимченки (см.)
- Криницкие (см.)
- Крицкие (см.)
- Кричевские (см.)
- Кролевецкие (Топор)
- Крупянские (см.)
- Кручки-Голубовы (Халецкий изм.)
- Крыжановские (см.)
- Кузминские (Ястржембец)
- Кулаковские (Косцеша)
- Кулеш (Слеповрон)
- Кулябки (см.)
- Купчинские (Тупач)
- Курики, Куриленки-Тимошенки (Кур)
- Кущинские, Кущи (см.)

### Л
- Лагоды (см.)
- Лазаревичи (см.)
- Лазаревские (Лески)
- Лазкевичи (Лески)
- Лайкевичи: щит четверочастный: в 1 и 4 полях голова быка, сопровождаемая сверху одною и снизу двумя звездами; во 2 и 3 полях топор наискось влево, сопровождаемый сверху и снизу двумя розами; шлем, сверху наполовину отсеченный, без короны; нашлемник: 8 прапорцев и 6 опрокинутых между ними стрел в полукруге
- Ластовецкие (Лариса)
- Лашкевичи (см.)
- Лащинские (Лариса)
- Левицкие (Рогаля)
- Левковичи (Абданк)
- Левченко (Гриф)
- Легкобытовы (см.)
- Лесеневичи (см.)
- Лесенки (Наленч; Дрыя)
- Лизогубы (см.)
- Линевичи (Линевский)
- Липские: в серебряном поле липа, увенчанная чёрным двуглавым орлом
- Лисенки (см.)
- Лисовские (Слеповрон доп.; Ёж)
- Листовские (см.)
- Лихопои (Лихопои-Башевские, см.)
- Лихошерстовы: щит рассечен; в 1, червленой, части серебряный бунчук, увенчанный таким же, рогами вверх, полумесяцем; во 2, лазуревой, части серебряный, держащий золотой камень журавль, сопровождаемый серебряною о шести лучах звездою; нашлемник: два накрест положенных серебряных бунчука, увенчанных такими же рогами вверх полумесяцами; намет: червленый и лазуревый с серебром
- Лишины (Лишени-Дудицкие, см.)
- Лободы (см.)
- Лобысевичи (см.)
- Ломиковские (см.)
- Лопатины (Лопот)
- Лубяновские (см.)
- Лузановы: щит рассечен опрокинутой саблей в ножнах; в 1, голубом поле золотой обращенный вправо полумесяц, сопровождаемый справа золотою же звездой, а во 2, белом, золотой орденский крест; нашлемник: три страусовых пера
- Лукьяновичи-Лиждвои (см.)
- Лусты (Наленч)
- Лясковские-Тендетниковы (Домброва)
- Ляшенки (см.)

### М
- Мавольские (Пулкозиц)
- Магеровские (см.)
- Маевские (Старыконь)
- Мазапеты-Бродовичи (Гоздава)
- Мазараки (см.)
- Мазепы (Курч)
- Маковские (Елита)
- Максимовичи-Васильковские (см.)
- Максимовские (Лебедь)
- Маламы (см.)
- Малаховы (Наленч)
- Малиношевские (см.)
- Малишевские (Гриф)
- Малченки (Абданк)
- Малявко (Молявки) (см.)
- Манджосы-Андросовы (Мондростки)
- Мануйловичи (см.)
- Маньковские (Манковские) (Ястржембец)
- Маренцы-Логвиновы (Стремя)
- Марковичи (см.)
- Марковские (Шелига)
- Мартосы (см.)
- Мартыновичи: в голубом (?) поле крест с сиянием, сопровождаемый снизу полумесяцем
- Мархоленки (Лелива)
- Марченко (см.)
- Метельские (Остоя)
- Мешетичи: в зелёном поле два опрокинутых в андреевский крест меча, сопровождаемых золотыми: сверху кавалерским крестом и снизу полумесяцем; нашлемник: три страусовых пера
- Миклашевские (см.)
- Милорадовичи, графы и дворяне (см.)
- Мина (Одровонж)
- Мировичи (Пржияцель)
- Мироненки (см.)
- Мироновы (Несобя)
- Мисаковские: щит рассечен опрокинутой саблей в ножнах; в 1, голубом поле золотой обращенный вправо полумесяц, сопровождаемый справа золотою же звездой, а во 2, белом, золотой орденский крест; нашлемник: три страусовых пера
- Мисловские (Наленч)
- Миткевичи (Микулинский)
- Мищенко (см.)
- Многогрешные (см.)
- Мовчаны (см.)
- Модзалевские (см.)
- Моисеенки-Заровные (см.)
- Мокриевичи (Дебогории-Мокриевичи) (Богория)
- Москальские (Радван)

### Н
- Навроцкие (см.)
- Нарбуты (см.)
- Неданчичи-Кривопиши (Корчак изм.)
- Немировичи-Данченко (см.)
- Несмеяны (Равич)
- Нестелеи: в красном поле две падки от литавр и опрокинутая стрела в звезду; нашлемник: крыло, пронзенное стрелой
- Нестеровичи (Побуг)
- Нечаи (Побуг изм., см. Долинские)
- Никифоровы: в серебряном поле воин, держащий в правой руке копье, а в левой — лавровый венец и пальмовую ветвь
- Новаковичи: в голубом поле стрела и сабля и прямой крест; нашлемник: на короне страусовые перья
- Новиковы (см.)
- Новицкие (см.)
- Ноздры: две стрелы и меч, опрокинутые в звезду
- Нуджевские: в зелёном поле конный воин в голубом мундире; внизу арматура

### О
- Обидовские (Сулима изм.)
- Оболонские (см.)
- Огиевские: щит рассечен; в 1, голубом поле серебряная перевязь справа, обремененная тремя золотыми звездами; во 2, красном, птица; нашлемник: золотая звезда меж двух страусовых перьев
- Огиевские-Охоцкие (см.)
- Ограновичи (Огроновичи): два креста с сиянием в ряд и под ними сердце, обремененное крестом; нашлемник: три страусовых пера
- Озерские: в красном поле золотая башня; нашлемник: пять страусовых перьев
- Ольшанские (Ястржембец; см.)
- Омельяненки (Ольшевский)
- Омельяновичи (Колонна; в красном поле сердце, увенчанное кавалерским крестом)
- Омелюты (Лис)
- Онищенки: в голубом поле два меча (сабли), опрокинутые в андреевский крест
- Онопренки-Шелковые: в красном поле золотая фигура, подобная букве М, увенчанная справа кавалерским крестом и пронзенная наискось слева тростью; нашлемник: три страусовых пера
- Осмоловские (см.)
- Осташки (Осташковы) (Остоя)
- Остелецкие (см.)
- Островские (Корчак изм.; см.)
- Остроградские (см.)
- Отвиновские (Гриф)
- Отрешковы (Тарасенки-Отрешковы): в белом поле волнистый пояс, обремененный щитком, в коем кавалерский крест между двух ветвей, и сопровождаемый: сверху звездой и снизу опрокинутым мечом, увенчанным крестом и обремененным снизу полумесяцем
- Отрощенки (см.)
- Охременки (см.)

### П
- Павловские: в красном поле меч и стрела, опрокинутые в андреевский крест и сопровождаемые сверху золотым кавалерским крестом; нашлемник: семь страусовых перьев, обремененных золотым крестом
- Паволоцкие (см.)
- Палеи (см.)
- Панченко (Ястржембец)
- Парпуры (Папарона)
- Пасенко (Бялыня)
- Паскевичи, дворяне, Паскевичи-Эриванские, графы, Варшавские, князья(см.)
- Пащенки (Остоя)
- Пекалицкие (Одровонж)
- Пекуры (Пулкозиц)
- Петровские (Гоздава)
- Пикусы (Погоня)
- Пироцкие (Прус)
- Плаксины (см.)
- Плешко (Погоня)
- Плохуты (Пулкозиц)
- Плющи (Любич)
- Плющи-Гнилокожи (Дрыя изм.)
- Подвысоцкие (Остоя)
- Подгаевские (Пилява)
- Подгаецкие-Приблуды (Побуг)
- Подольские (см.)
- Позняк (см.)
- Покотилы (см.)
- Полетики (см.)
- Политковские (см.)
- Половецкие (см.)
- Полоницкие (Полоницкие-Шимковы) (см.)
- Полонские (см.)
- Полуботки (см.)
- Понырки (см.)
- Порохонские: щит рассечен опрокинутой саблей в ножнах; в 1, голубом поле золотые звезда и полумесяц вправо; во 2, белом, золотой орденский крест; нашлемник: три страусовых пера
- Посудевские (см.)
- Почеки: в красном поле два креста в столб, обремененных (каждый) справа полумесяцами; нашлемник: три страусовых пера
- Прасолы (Нечуя)
- Прачики (см.)
- Предремирские: в красном поле кавалерский крест, сопровождаемый с боков двумя звездами; под ним полумесяц, обращенный вправо и сопровождаемый справа же звездою
- Пригары: в белом поле сердце, пронзенное опрокинутой слева стрелою и сопровождаемое сверху золотым кавалерским крестом и с боков двумя золотыми звездами; нашлемник: пять страусовых перьев
- Приймаковы: в золотом поле пылающее сердце, пронзенное опрокинутыми: стрелою и мечом в андреевский крест и сопровождаемое сверху золотым кавалерским крестом; нашлемник: вооруженная мечом рука влево
- Проскуриенки (см. Магеровские)
- Проценко (см.)
- Псиолы: в лазуревом щите серебряный пояс, обремененный двумя перекрещенными черными стрелами и сопровождаемый двумя серебряными противоплавающими рыбами; нашлемник: запорожец в червленом одеянии и с ружьем на плече; намет: лазуревый с серебром
- Пузики (Покора)
- Пушкаренки-Овсеенки (Остоя)

### Р
- Радченки (Домброва)
- Разумовские, графы и дворяне (см.)
- Райпольские-Радичи (Радзиц)
- Райченки (Елита)
- Раковичи: в красном поле вверху лук, натянутый стрелою, сопровождаемою с боков двумя звездами; внизу два меча, опрокинутых в андреевский крест и сопровождаемых с боков двумя звездами; нашлемник: три страусовых пера
- Ракушки-Романовские (Божаволя)
- Расторгуи: в белом поле стрела и меч, опрокинутых в андреевский крест; нашлемник: три страусовых пера
- Рачинские (см.)
- Рашевские (Вонж)
- Редьки (см.)
- Ренчицкие: в красном поле синий щит, сопровождаемый сверху выходящею слева рукой, вооруженной опрокинутым мечом; нашлемник: три страусовых пера
- Реуты (Гоздава)
- Решинские-Пушкари (Огоньчик)
- Рклицкие: в серебряном поле сердце, сопровождаемое сверху золотым кавалерским крестом и снизу золотой звездой; нашлемник: пять страусовых перьев
- Роговичи (см.)
- Родзянки (см.)
- Романовичи (см.)
- Романовские (см.)
- Романченки (см.)
- Ромаскевичи (Слеповрон)
- Рославцы (см.)
- Росовские (Кораб)
- Рощины (Лис)
- Рубан (см.)
- Рубец (см.)
- Рудковские (Побуг)
- Рудченки (Правдзиц)
- Рухлядки (Доленга)
- Руховы (Руховы-Бадилевские) (Побуг)
- Рыбальские-Бутевичи (Радван)
- Рымши (Лелива; Гоздава ?)
- Рычицкие-Логвиновы (Лодзя)

### С
- Савицкие (см.; Холева)
- Савичи (см.)
- Савичи-Тихоновичи (Сулима)
- Савойские-Езучевские: щит пересечен: в 1, голубом, поле золотая звезда. сопровождаемая снизу золотым полумесяцем; во 2, красном копье и меч, опрокинутые в андреевский крест
- Савченки-Бельские (Правдзиц)
- Сагайдачные (см.)
- Саевские (Нечуя)
- Самойловичи (см.)
- Сахновские (см.)
- Свечки (см.)
- Свидерские (Слеповрон)
- Свирские (см.)
- Свободецкие (Побуг)
- Святобливо-Коробкины: в красном поле стрела, копье и меч в звезду; нашлемник: три страусовых пера
- Селецкие (см.)
- Семеки: сердце, пронзенное стрелой и мечом в андреевский крест
- Семеновичи (см.)
- Семеновы (см.)
- Сербины (Лелива; Лук)
- Сердюковы (см.)
- Сидоренки (Сидоренки-Скрипченки) (Огоньчик)
- Силевичи: в красном поле меч и стрела, опрокинутые в андреевский крест; нашлемник: три страусовых пера
- Силичи (см.)
- Силичи-Алиферовы: в голубом поле две серебряных башни с красными кровлями в андреевский крест; нашлемник: три страусовых пера
- Симоновские: в зелёном поле белая хоругвь, увенчанная крестом и сопровождаемая снизу серебряной звездой; нашлемник: три страусовых пера
- Скабичевские (см.)
- Скаловские (Лодзя)
- Скачевские (Боньча)
- Скоропадские (см.)
- Скоруппы (Шелига)
- Скугар-Скварские (Заремба)
- Слабеи (Лодзя)
- Случановские (см.)
- Смеловские (Смеяловские) (Лещиц)
- Снежко (Заглоба изм.)
- Соболевские (Слеповрон)
- Соколиковы (Соколиковы-Радченки-Котляревы) (Сокола; Рудница изм.)
- Соколовские (см.; Сокола)
- Сологубы (Салогубы, Правдзиц)
- Соломки: в зелёном поле сноп и выходящая слева вооруженная мечом рука; вверху корона, внизу повернутый серп
- Соломки-Лавские (Кораб)
- Солонины (см.)
- Сорока (см.)
- Спащенки-Кич: в голубом поле красное пылающее сердце, сопровождаемое снизу золотым полумесяцем
- Спиридоновы (Лис)
- Спичаки-Заболотные: в голубом поле бердыш, стрела и меч, водруженные треугольником в кольцо якоря, в вершине шишак с перьями; нашлемник: рука, вооруженная сломанным мечом
- Сполатбоги: в красном поле серебряный кавалерский крест, увенчанный по концам черными лилиями; нашлемник: павлиний хвост, обремененный подобным же крестом
- Ставиские (Гоздава)
- Стаховичи (см.)
- Стебловские (Остоя)
- Стефановичи-Донцовы: в голубом поле лучистый кавалерский крест, сопровождаемый сверху звездой и снизу полумесяцем
- Стожевские: в голубом поле красное сердце с перевязью справа, пронзенное двумя опрокинутыми в андреевский крест стрелами и сопровождаемое сверху серебряной звездой
- Стожки (см.)
- Стоколенки-Кириленки: в золотом поле три звезды в столб и полумесяц, обращённый вправо; нашлемник: три страусовых пера
- Столицы (Верушова)
- Стопановские: в красном поле перекрещенный о четырёх концах якорь
- Стороженки (см. Трусевичи)
- Страдомские (Прус I)
- Ступачевские (см.)
- Судиенки (см.)
- Сулима (см.)
- Сухоты (Сухотины): щит рассечен: в 1, белом поле сердце, сопровождаемое сверху золотым кавалерским крестом; во 2, красной белая роза; нашлемник: три страусовых пера

### Т
- Танские (см.)
- Тарасевичи: щит пересечен; в 1, белом поле чёрная фигура, подобная латинской букве F и дерево, из коего возникает вооруженная мечом рука; во 2, зелёном, «очаковский золотой знак и георгиевский кавалерский крест»
- Тарасенко (дворянский род): в зелёном поле меч с темляком, погруженный в окаймленное сердце
- Тарасовы (Тачала изм.)
- Тарновские (дворянский род) (см.; Лелива изм.)
- Тернавиоты (Погоня)
- Тернавские (Сас)
- Тимковские (см.)
- Тимошенко (дворянский род) (Лелива изм.)
- Тимченки-Островерховы (см.)
- Тихоновичи-Мищенки (Корчак)
- Тищенки (Ястржембец; Тшаска)
- Товстолесы (см.)
- Товстоноги (Кита изм.)
- Томары (см.)
- Топольницкие (Сас изм.)
- Тоцкие (см.)
- Тризны (см.)
- Трипольские (Гоздава)
- Тройницкие (см.)
- Троцкие (см.; Лодзя)
- Троцкие-Сенютовичи (см.)
- Трощинские (см.)
- Трусевичи (см.)
- Трухановы (Погоня 4)
- Туманские (см.)
- Тупицы (Любич)
- Туранские: в зелёном поле золотое стремя, пронзенное опрокинутою наискось слева стрелой и сопровождаемое снизу двумя пурпурными пальмовыми ветвями в андреевский крест
- Турковские (Юньчик изм.)

### У
- Уманцы: щит четверочастный; в 1 и 4, голубых полях опрокинутый якорь, сопровождаемый внизу двумя звездами, а во 2 и 3, красных всадник с копьем, обращенным к середине; Нашлемник: четыре страусовых пера

### Ф
- Федоровские (см.)
- Федченки (Ястржембец)
- Фененки (см.)
- Фиалковские (Побуг)
- Филоновичи: в красном поле стрела, раздвоенная внизу и сопровождаемая с боков двумя шестиконечными звёздами и снизу полумесяцем
- Филоновы: в красном поле два связанных лезвия кос, сопровождаемых внутри золотым кавалерским крестом; нашлемник: вооруженная мечом рука влево

### Х
- Халанские (Радван)
- Ханенки (см.)
- Харитоненки-Евменовы (Рогаля)
- Харченко (Ястржембец)
- Хильковские (Любич)
- Хильчевские (см.)
- Ходьки (Косцеша)
- Холодовичи (Сас изм.?)
- Холодовские (Папарона)
- Хоменки (см.)
- Храмцовы (Любич)
- Христиановичи: в голубом поле золотой кавалерский крест; нашлемник: звезда
- Худорбии (см.)

### Ц
- Цыклинские (Абданк)
- Цесарские: в голубом поле красное опрокинутое сердце, увенчанное тремя стрелами и обременённое тремя золотыми кавалерскими крестами: 1 и 2
- Цытовичи (см.)

### Ч
- Чайка: в красном поле белый лапчатый крест; нашлемник: церковный трилистный крест
- Чайковские (Дебно)
- Чарнолуские (см.)
- Чарныши (см.)
- Чекан (Годземба)
- Чернявские (см.; Шренява)
- Черняховские (Лада)
- Чеснок (дворянский род) (см.)
- Чижевские (см.)
- Чугаевские (см.)
- Чуйкевичи (см.)

### Ш
- Шафонские (см.)
- Шемшуковы (см.)
- Шендюхи: сердце, пронзенное двумя стрелами в андреевский крест (Пржияцель изм.)
- Шийкевичи (Шелига)
- Ширяй (Шираи) (см.)
- Шихуцкие (Порай)
- Шкарупы-Шафоростовы (Шелига)
- Шкляревичи (Косцеша)
- Шкляревские (Сулима)
- Шликевичи (Шликевичи-Плющевы) (Долива изм.)
- Шрамченки (см.)
- Штишевские (Стишевские) (Остоя)
- Шубы (Правдзиц)
- Шумицкие (Ястржембец)
- Шумы (см.)

### Щ
- Щербань (Равич изм.?)
- Щербы (Равич)
- Щитинские (см.)
- Щуцкие (Слеповрон)

### Ю
- Юзефовичи (Домбровский; см.)
- Юницкие (см.)
- Юркевичи: (см.)
- Юрковские (Ястржембец)
- Юскевичи-Красковские (Наленч)

### Я
- Ягодовские (Корчак)
- Яжборовские-Юрьевы (см.)
- Якимахи: в пурпуровой вершине щита положена горизонтально золотая сабля остриём влево обращённая, а в нижней части, в голубом поле, батарея с пушками; щит украшен дворянским шлемом и короною с тремя страусовыми перьями
- Якимовичи-Кожуховские (см.)
- Яковлевич (Лук)
- Ялоцкие (Сас изм.)
- Янжулы (см.)
- Янович (Радван)
- Яновские (см.)
- Ярмошевские (Слеповрон)
- Яровые-Равские (Равич)
- Ярошевские (Заглоба; Янина)
- Ярошенки-Шевелевы (Заглоба)
- Яхневичи (Янина)
- Яценки (Яцына)